# Cynthia Kraus
Cynthia Kraus est philosophe, actuellement maître d'enseignement et de recherche en études de genre et en études sociales des sciences à la Faculté des sciences sociales et politiques de l'Université de Lausanne, en Suisse,,. On lui doit notamment la traduction française de l'ouvrage Trouble dans le genre de la philosophe américaine Judith Butler.
Ses domaines de recherches portent sur le genre, la sociologie des sciences et l'épistémologie, ainsi que le racisme. Elle travaille notamment sur la construction sociale du corps, du sexe et de la sexualité,, sur les luttes féministes, les luttes intersexes, et participe aux critiques féministes des neurosciences et de la biologie. Elle est l'autrice de plusieurs ouvrages et articles sur des thématiques comme le genre, le féminisme, la race, etc. Ses travaux de recherches s'inscrivent dans les études féministes des sciences.

## Biographie
Cynthia Kraus présente en 1996 son mémoire de licence intitulé « La bicatégorisation par ''sexe'' : problèmes et enjeux dans les recherches en biologie sur la détermination du sexe chez les humains » et obtient sa licence ès lettres à l'Université de Lausanne en 1997. Elle termine son doctorat à la même université en 2001, avec sa thèse « Towards a Drosophilosophy: Knowing Sex in the Fruit Fly, or How to Do Scientific Things with Sex ».
Elle est également expertes dans les questions d'intersexuation,. Elle fait partie du réseau interdisciplinaire NeuroGenderings Network, créé en 2010. Elle s'est engagée contre les chirurgies médicales d'assignation de sexe des enfants intersexués effectuées sans leur consentement (chirurgies normalisatrices),, tout en considérant que l'accord pour l'opération est souvent extorqués aux parents. Elle critique le fait que certains cliniciens préconisent des opérations irréversibles en se focalisant sur l'apparence des organes génitaux au détriment de l'intégrité corporelle et du consentement de la principale personne concernée.

## Publications

### Ouvrages
- Nouvelles Questions Féministes : Garde parentale. Prostitution. Christine Delphy, Patricia Roux, Gaël Pannatier, Cynthia Kraus (dir.), vol. 21, no 2, Antipodes, 2002.
- Fabienne Malbois, Françoise Messant [et al.] coord. du numéro par Cynthia Kraus, In/discipline la volonté de faire science?, vol. vol. 22, no 1, Antipodes, 2003 (ISBN 2-940146-30-6 et 978-2-940146-30-7, OCLC 491083913, lire en ligne).
- (en) Jan de Vos et Ed Pluth, Neuroscience and critique : exploring the limits of the neurological turn, 2016 (ISBN 978-1-315-71418-9, 1-315-71418-3 et 978-1-317-50024-7, OCLC 949324604), chap. 6 (« What Is the Feminist Critique of Neuroscience? A Call for Dissensus Studies »), p. 100-116.
- Cynthia Kraus, Fabienne Malbois et Saba Bahar, Machine, machin, truc, chose pour du féminisme avec objets, vol. Vol. 24, No. 1, 2005, Ed. Antipodes, 2005 (ISBN 2-940146-55-1 et 978-2-940146-55-0, OCLC 493700274, lire en ligne).
- Christophe Broqua, Catherine,. Deschamps, Cynthia Kraus et Impr. Chirat), L'échange économico-sexuel, Éditions EHESS, dl 2014, cop 2014 (ISBN 978-2-7132-2459-1 et 2-7132-2459-4, OCLC 895761898, lire en ligne).

### Articles
- « Études critiques du cerveau sexué: Une critique de quoi et pour qui ? », Revue d'anthropologie des connaissances, vol. 7, 3, no 3,‎ 2013, p. 693 (ISSN 1760-5393, DOI 10.3917/rac.020.0693, lire en ligne , consulté le 25 décembre 2022).
- « Diagnostiquer les fœtus intersexués : quoi de neuf docteurs ?: Commentaire », Sciences sociales et santé, vol. 33, no 1,‎ 2015, p. 35 (ISSN 0294-0337 et 1777-5914, DOI 10.3917/sss.331.0035, lire en ligne , consulté le 25 décembre 2022).
- Émilie Bovet, Cynthia Kraus, Francesco Panese et Vincent Pidoux, « Neuroscience examined by the clinical and the social science », Revue d'anthropologie des connaissances, vol. 7, 3, no 3,‎ 2013, a (ISSN 1760-5393, DOI 10.3917/rac.020.0556, lire en ligne, consulté le 25 décembre 2022).
- Émilie Bovet, Cynthia Kraus, Francesco Panese et Vincent Pidoux, « Les neurosciences à l'épreuve de la clinique et des sciences sociales: Regards croisés », Revue d'anthropologie des connaissances, vol. 7, 3, no 3,‎ 2013, p. 555 (ISSN 1760-5393, DOI 10.3917/rac.020.0555, lire en ligne, consulté le 25 décembre 2022).
- « « Garçons sous-virilisés » et « filles élevées en garçons » », Socio,‎ 20 décembre 2017 (DOI 10.4000/socio.2931, lire en ligne, consulté le 25 décembre 2022).
- Lima De Braga Camila, « Delphine Gardey, Cynthia Kraus, dirs, Politiques de coalition. Penser et se mobiliser avec Judith Butler. Politics of Coalition. Thinking Collective Action with Judith Butler », Questions de communication,‎ 1er septembre 2017 (DOI 10.4000/questionsdecommunication.11373, lire en ligne , consulté le 25 décembre 2022).

### Traductions
- Judith Butler et Cynthia Kraus, « Violence, deuil, politique: », Nouvelles Questions Féministes, vol. Vol. 22, no 1,‎ 1er avril 2003, p. 72–96 (ISSN 0248-4951, DOI 10.3917/nqf.221.0072, lire en ligne, consulté le 25 décembre 2022).
- Judith Butler, Trouble dans le genre : le féminisme et la subversion de l'identité, traduction de l'anglais américain par Cynthia Kraus, préface d'Éric Fassin, La Découverte, Paris, 2005.